# Frederick Habberfield
Frederick Habberfield (5 de fevereiro de 1895 — 12 de dezembro de 1943) foi um ciclista britânico, que competiu representando o Reino Unido em dois eventos nos Jogos Olímpicos de 1924, em Paris.